# Henryk Juliusz (książę Brunszwiku)
Henryk Juliusz (ur. 15 października 1564 w Wolfenbüttel, zm. 30 lipca 1613 w Pradze) – książę Brunszwiku od 1589 r. z dynastii Welfów, administrator biskupstwa Halberstadt od 1578 i Minden 1582–1585, współpracownik cesarza Rudolfa II Habsburga, dramatopisarz.

## Życiorys
Henryk Juliusz był najstarszym synem księcia Brunszwiku Juliusza i Jadwigi, córki margrabiego Brandenburgii Joachima II Hektora. Ojciec zapewnił mu świetne wykształcenie, m.in. na właśnie otwartym uniwersytecie w Helmstedt. W wieku dwóch lat obrany biskupem Halberstadt, objął to stanowisko w 1578 r., a w 1582 r. został także biskupem Minden. W Halberstadt wprowadził reformację, pozwalając jednak na katolickie nabożeństwa i pozostawiając majątki Kościoła katolickiego. W 1589 r. objął rządy w księstwie brunszwickim, pozostając wciąż administratorem biskupstwa Halberstadt. Przeprowadził reformę prawa w księstwie. Pozyskał na rzecz Halberstadt kilka sąsiednich hrabstw, a na rzecz Brunszwiku księstwo Grubenhagen (mimo ciągłego sprzeciwu lüneburskiej linii Welfów posiadał je do końca swego życia, oddać je musiał dopiero jego syn).
Henryk Julisz był jednym z pierwszych książąt epoki baroku. O bardzo szerokiej wiedzy prawniczej, prowadził wystawne życie i gromadził wokół siebie artystów, literatów i naukowców. Sam miał zainteresowania naukowe i sporządzał plany swoich nowych rezydencji. Ufundował liczne budynki w swoim księstwie (budynek uniwersytetu w Helmstedt, tzw. Juleum, kościół mariacki w Wolfenbüttel, zamek w Gröningen. Dużą sławę książę zyskał jako dramaturg. Pierwsze sztuki, w stylu włoskim, wystawił z okazji własnego ślubu. W 1590 r. nawiązał kontakty z angielskim teatrem wędrownym i następnie zaangażował aktorów z tego kraju u siebie. Pod ich wpływem napisał kolejnych kilkanaście sztuk, wystawianych w Niemczech. Urządził stałą scenę teatralną na swoim dworze. Działalność dramatyczna Henryka Juliusza trwała do ok. 1600 r., porzucił ją na rzecz polityki. Tworzył pod pseudonimami stanowiącymi wariację liter HIDBELEPIHAL (Henricus Iulius Dux Brunsvicensis Et Luneburgensis EPIscopus HALberstadensis). Jednocześnie nie był wolny od przesądów, prześladował Żydów i domniemane czarownice.
Książę był niepopularny wśród swoich poddanych, z racji presji podatkowej, jakiej ich poddawał. Posłuszeństwa odmówiło mu miasto Brunszwik – mimo oblężenia w 1606 r. nie zdołał go sobie podporządkować. Udał się wówczas ze skargą do cesarza, bez skutku. Pozostał jednak na stałe w Pradze. Stał się zaufanym człowiekiem cesarza Rudolfa i przewodniczył jego tajnej radzie. Odegrał kluczową rolę w zażegnaniu konfliktu między Rudolfem i jego bratem Maciejem i w zachowaniu równowagi pomiędzy wyznaniami w Czechach. Jego wystawne życie na dworze cesarskim pociągało jednak znaczne koszty, które zrujnowały skarbiec książęcy. Pozostawał w Pradze aż do śmierci, z krótką przerwą na wizytę w swoim księstwie, z którego jednak powrócił do stolicy Czech na wieść o śmierci Rudolfa. Wkrótce potem zmarł, pochowany został w ufundowanym przez siebie, wciąż wówczas nieukończonym kościele Beatae Mariae Virginis w Wolfenbüttel.

## Życie prywatne
26 września 1585 r. Henryk Juliusz poślubił Dorotę, córkę księcia Saksonii Augusta Wettina. Z małżeństwa tego pochodziła córka Dorota Jadwiga (1587–1609), żona księcia Anhalt-Zerbst Rudolfa. Pierwsza żona zmarła wskutek komplikacji związanych z porodem córki w lutym 1587 r. 19 kwietnia 1590 r. Henryk Juliusz ponownie się ożenił, tym razem z Elżbietą, córką króla Danii Fryderyka II, zmarłą w 1625 r. Z drugiego małżeństwa Henryk Juliusz miał dziesięcioro dzieci:
- Fryderyk Ulryk (1591–1634), książę Brunszwiku
- Zofia Jadwiga (1592–1642), żona hrabiego Nassau-Dietz Ernesta Kazimierza
- Elżbieta (1593–1650), żona Augusta, syna księcia Saksonii Chrystiana I Wettina, a następnie żona księcia Saksonii-Altenburg Jana Filipa,
- Jadwiga (1595–1650), żona biskupa kamieńskiego Ulryka,
- Dorota (1596–1643), żona administratora arcybiskupstwa magdeburskiego Chrystiana Wilhelma,
- Henryk Juliusz (1597–1606),
- Chrystian (1599–1624/1626), administrator biskupstwa Halberstadt,
- Rudolf (1602–1616),
- Henryk Karol (1609–1615),
- Anna Augusta (1612–1673), żona dziedzica księstwa Nassau-Dillenburg Jerzego Ludwika.